# Miniaturen
Miniaturen ist der Titel einer Sammlung von drei Einaktern (Die Rache, Herbst und Die Kommode) aus der Endphase des Schaffens von Curt Goetz, die er unter dem Eindruck einer schweren Krankheit verfasste. Ihre Uraufführung fand am 12. Mai 1958 im Akademietheater, Wien, unter dem Titel Alte Möbel statt, die deutsche Erstaufführung bereits unter dem Namen Miniaturen am 17. November desselben Jahres im Rahmen einer Gala-Vorstellung zum 70. Geburtstag von Curt Goetz im Renaissance-Theater, Berlin.
Zwei der drei Einakter sind Originalstoffe von Curt Goetz, nämlich Die Rache und Herbst, der dritte Die Kommode ist eine freie Bearbeitung einer Vorlage von Guy de Maupassant.

## Inhalt

### Die Rache
Ein Mann sucht den Staatsanwalt auf, der ihn ins Gefängnis brachte, der aber auch der Ehemann seiner Geliebten, die sich nach der Entdeckung des Verhältnisses selbst getötet hat, war, um den Selbstmord zu rächen, an dem er dem Ehemann die Schuld gibt. Nach einem Wortgefecht, an dessen Ende eigentlich die Tötung seines Gegenübers stehen soll, muss der Mann erkennen, dass der Ehemann, der seine Frau über alles liebte, an dem Selbstmord ganz und gar unschuldig und seine verstorbene Geliebte Nymphomanin war.

### Herbst
Cyprienne und ihre Tochter Florence befinden sich auf einem Kuraufenthalt. Auf einer Waldhöhe des Kurortes trifft Cyprienne Graf Dingelstädt, der sich zu ihr setzt und mit ihr über seine einzige wahre Liebe spricht, die er vor vielen Jahren verlor. Dingelstädts Gesprächspartnerin erkennt nach und nach, dass von ihr selbst die Rede ist, gibt sich allerdings – alt und blind geworden – nicht zu erkennen.
Die Biographie der Figur Graf Dingelstädts trägt offensichtliche Parallelen der Lebensgeschichte des Theatermannes Freiherr Franz von Dingelstedt.

### Die Kommode
Ein Verwandtschaftsstreit um die Kommode der anscheinend verstorbenen Großmutter stellt sich, nachdem klar wird, dass die Großmutter noch lebt, zwar als müßig heraus, bewirkt aber doch Wichtiges.

## Buchausgabe
Ebenfalls unter dem Namen Miniaturen erscheinen die drei kurzen Theaterstücke 1958 auch als Buchausgabe bei Herbig. Sie sind – so ist dort (aber auch in den Theaterprogrammen, Plattentaschen etc.) zu lesen – Hermann Werder gewidmet, ohne dessen „chirurgische Kunst“ sie laut Autor „nicht mehr entstanden wären“. „Möge die Literatur ihm verzeihen“, setzt Goetz der Widmung mit dem ihm eigenen Understatement hinzu.

## Verfilmungen
Unter dem Titel Alte Möbel wurde 1958 die Theaterproduktion aller drei Miniaturen im Wiener Akademietheater mit Goetz, Klaus Kammer und weiteren Schauspielern auch im österreichischen Fernsehen gezeigt.
Herbst wurde 1968 unter der Regie von Kurt Wilhelm mit Valérie von Martens, Gerlinde Locker und Theo Lingen für die ARD auch als Spielfilm produziert. 1969 folgte Die Kommode ebenfalls unter der Regie von Wilhelm mit Willy Reichert in der Hauptrolle.

## Radiosendungen
Der RIAS Berlin sendete 1958 in seiner Reihe Wir gehen ins Theater einen von Friedrich Luft kommentierten fürs Radio eingerichteten Theatermitschnitt aller drei Miniaturen. Herbst wurde darüber hinaus 1959 vom Schweizer Radio DRS und 1960 vom Süddeutschen Rundfunk (SDR) als Hörspiel bearbeitet. Im selben Jahr produzierte der SDR auch Die Rache als Hörspiel.

## Schallplattenausgabe
In der Sprechplattenreihe Heiter & besinnlich. Aus der Literatur der Plattenfirma Electrola erschien als neunte Folge 1959 das Album Curt Goetz und Valerie von Martens in „Miniaturen“, welches Schallplattenfassungen der beiden Goetz'schen Originalstücke aus Miniaturen in sich vereint und weitere Auflagen und Ausgaben erfuhr. Curt Goetz selbst wirkte an diesen Produktionen als Sprecher der Rollen Dr. von Alten und Graf Dingelstädt, die er auch auf dem Theater verkörperte, mit. Den Cover-Text für das Album verfasste der Theaterkritiker Friedrich Luft. „Eine kleine Hohe Schule der Komödiendialektik“ nennt er darin das erste Stück, das zweite charakterisiert er als einfallsreiche Kurzkomödie „unversehens mit etwas Tragik garniert“.
Das Farbfoto auf der Titelseite zeigt den Autor und seine Frau Valerie in „Herbst“.
Seite 1
Die Rache – Ort der Handlung: Das Anwaltsbüro des Herrn Dr. von Alten
Dr. von Alten – Curt Goetz
Frau Krause – Valerie von Martens
Der Besucher – Klaus Kammer
Seite 2
Herbst – Ort der Handlung: Eine Bank auf der Waldhöhe eines Kurortes
Cyprienne – Valerie von Martens
Florence, ihre Tochter – Herta Staal
Graf Dingelstädt – Curt Goetz
Sprecher – Klaus Miedel

## Weblink
- Goetz, Curt, Vita Curt-Goetz-Gesellschaft